# 戶畑市
戶畑市（日语：／ Tobata shi */?）是位於日本福岡縣東北部的一個已廢除的市。戶畑市的轄區北側是響灘，北側至西側是洞海灣，擁有八幡製鐵所的主力工廠戶畑製造所，是一座工業都市。1963年（昭和38年）2月10日，戶畑市和小倉市、門司市、若松市、八幡市合併為北九州市。戶畑市的轄區範圍大致和現在的戶畑區一致，但大字中原的一部分劃入現小倉北區。